# Поченичено
Поченичено — деревня в Можайском районе Московской области в составе Юрловского сельского поселения. На 2010 год, по данным Всероссийской переписи 2010 года, постоянного населения не зафиксировано. До 2006 года Поченичено входило в состав Ваулинского сельского округа.
Деревня расположена в южной части района, на левом берегу реки Протва, примерно в 15 км к югу от Можайска, высота центра над уровнем моря 189 м. Ближайшие населённые пункты — Бабаево на юге, Хорошилово на юго-западе и Тропарёво на северо-западе.